# Feodor Lynen
Feodor Felix Konrad Lynen (6. travnja 1911. - 6. kolovoza 1979.) bio je njemački biokemičar. 
Lynen je 1964.g. podijelio Nobelovu nagradu za fiziologiju ili medicinu s Konradom Blochom, za otkrića vezana za mehanizam i regulaciju metabolizma kolesterola i masnih kiselina.

## Vanjske poveznice
- (engl.)Nobelova nagrada - životopis